# Amerika (Album)
Amerika ist das zehnte Studioalbum der Kölner Rockband BAP. Es erschien 1996 bei EMI Electrola und erreichte Platz 2 der deutschen Albumcharts.
Mit Amerika erreichte zum zweiten Mal seit dem Durchbruch der Band 1982 ein neues Studioalbum nicht Platz 1 der deutschen Albumcharts. Mit fast genau drei Jahren seit dem letzten Studioalbum Pik Sibbe mussten die Fans erneut länger als jemals zuvor auf ein neues BAP-Studioalbum warten. Zum ersten Mal seit dem Album Da Capo (1988) gab es wieder personelle Veränderungen. Für das Gründungsmitglied Manfred „Schmal“ Boecker spielte Mario Argandoña die Perkussion. Werner Kopal ersetzte Steve Borg am Bass. Jens Streifling kam als achtes Bandmitglied am Saxophon und an der Gitarre hinzu. Streifling hatte bereits ein Jahr zuvor bei Wolfgang Niedeckens Soloprojekt „Leopardenfell“ mitgewirkt.
Amerika war das erste Album von BAP, das nicht mehr auf Vinyl veröffentlicht wurde, was eine Gesamtspieldauer von zirka 75 Minuten ermöglichte.

## Titelliste
1. Nix wie bessher – (K. Heuser, W. Niedecken) – 5:23
2. Silver un Jold – (K. Heuser, W. Niedecken) – 5:16
3. Amok – (K. Heuser, W. Niedecken) – 5:27
4. Wie 'ne blaue Ballon – (K. Heuser, W. Niedecken) – 4:55
5. Saach, wat ess bloß passiert? – (J. Zöller, G. Fleer, W. Niedecken) – 4:46
6. Amerika – (K. Heuser, W. Niedecken) – 7:43
7. Niemohls verstonn – (J. Streifling, W. Niedecken) – 4:19
8. Talk Show – (A. Büchel, W. Niedecken) – 5:34
9. Do jeht ming Frau – (K. Heuser, W. Niedecken) – 5:13
10. Novembermorje – (K. Heuser, W. Niedecken – gewidmet Michael Buthe) – 6:47
11. Völlig ejal – (K. Heuser, W. Niedecken) – 5:17
12. Wirklich noch nie – (J. Zöller, G. Fleer, W. Niedecken) – 4:03
13. Asphaltpirate – (W. Niedecken) – 4:35
14. Weihnachtsnaach (feat. Nina Hagen) – (Jem Finer; Deutscher Spezialtext W. Niedecken) – 4:48

## Neuveröffentlichung 2006
Das Album erschien am 15. Dezember 2006 erneut bei EMI als „Digital Remastered CD“ mit einer zweiten CD, die folgendes Bonusmaterial enthielt:
1. Lass se doch reden (Album: „Wahnsinn“) – (K. Heuser, W. Niedecken)
2. Jebootsdaachspogo (Maxi: „Lass se doch reden“)
3. Ich danz met Dir (Album: „Wahnsinn“) – (K. Heuser, W. Niedecken)
4. Cello (Maxi: „Ich danz met dir“) – (U. Lindenberg)
5. Bein bess ahn de Ääd (Maxi: „Weihnachtsnaach“)
6. Niemohls verstonn (E-Street-Version/Maxi: „Amerika“) – (J. Streifling, W. Niedecken)
7. Hungry Heart (Live/Maxi: „Ahnunfürsich“) – (B. Springsteen)
8. Nix wie bessher (Live, „Rockpalast“, Koblenz 1996) – (K. Heuser, W. Niedecken)
9. Amok (Live, „Rockpalast“, Koblenz 1996) – (K. Heuser, W. Niedecken)

## Singleauskopplungen
- ??. August 1996 – Nix wie bessher (Single Version) / Amerika (Album-Version)
- 21. November 1996 – Weihnachtsnaach (Single Version) / Bein bess ahn de Ääd / Niemohls verstonn (E-Street-Version) / Weihnachtsnaach (Album-Version)

Es wurden zwei weitere Single vorbereitet, jedoch nicht veröffentlicht:
- Wie ’ne blaue Ballon (Single-Version) / Om naasse Asphalt (Live) / Talk-Show / Wie ’ne blaue Ballon (Album-Version)
- Amerika (Single-Version) / Amerika (4:22) / Niemohls verstonn (E-Street-Version) / Amerika (Album-Version)

## Amerika Tour 1996/97
Die Tournee zum Album Amerika begann im November 1996. Der Tourneestart in Koblenz wurde für den WDR-Rockpalast mitgeschnitten und später im Fernsehen ausgestrahlt. Das komplette Konzert erschien 2009 auf DVD.